# Grenzstreit um Alaska

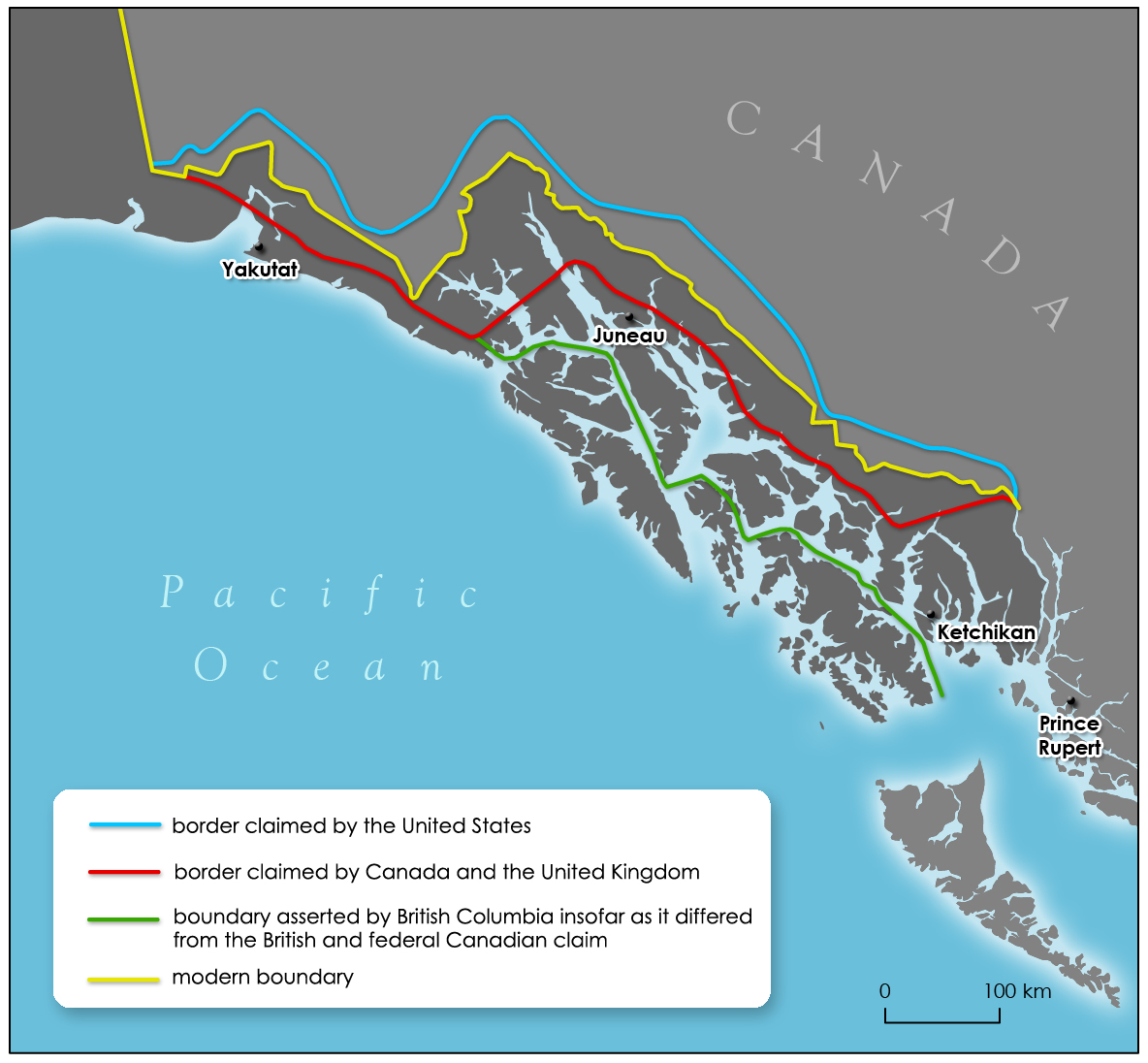
Unterschiedliche Ansprüche in Südost-Alaska vor dem Schiedsverfahren im Jahr 1903.

Der Grenzstreit um Alaska (auch Alaska Boundary Dispute) war ein Territorialstreit zwischen den Vereinigten Staaten und dem Vereinigten Königreich von Großbritannien und Irland, das damals die Außenbeziehungen Kanadas kontrollierte. Er wurde 1903 durch ein Schiedsverfahren beigelegt. Der Streit zwischen dem Russischen Reich und Großbritannien bestand seit 1821 und wurde von den Vereinigten Staaten als Folge des Alaska-Kaufs im Jahr 1867 geerbt. Die endgültige Lösung favorisierte die amerikanische Position, da Kanada keinen Zugang von den Yukon-Goldfeldern zum Meer erhielt. Die Enttäuschung und Unzufriedenheit in Kanada richteten sich weniger gegen die Vereinigten Staaten als vielmehr gegen die britische Regierung, da sie kanadische Interessen zugunsten gesünderer angloamerikanischer Beziehungen vernachlässigt hatte.

## Hintergrund
Mit der Anglo-Russischen Konvention von 1825 unterzeichneten Russland und das Vereinigte Königreich einen Vertrag zur Festlegung der Grenzen ihrer Kolonialgebiete in Nordwestamerika, dabei war die Formulierung für den Bereich des (heutigen) Alaskan Panhandle eher vage, da vielmehr die Prinzipien, wonach dort eine Grenze festzulegen sei als eine genau definierte Linie festgelegt wurden.
Ein weiterer, 1839 unterzeichneter Vertrag schuf eine Übereinkunft zwischen der Russisch-Amerikanischen Kompanie und der Hudson’s Bay Company. Ein als lisière (Rand) bezeichneter Abschnitt des Alaska-Panhandle von Cross Sound bis 54° 40′ wurde der HBC als Pelzhandelsmonopol überlassen, im Austausch gegen die landwirtschaftlichen und weidewirtschaftlichen Erzeugnisse, die von ihrer Tochtergesellschaft, der Puget Sound Agricultural Company, produziert wurden, sowie eine jährliche Menge an Fellen. Das Pachtverhältnis wurde bis zum Ende von Russisch-Amerika verlängert. Später wurde diese Pacht von der Provinz British Columbia im Zusammenhang mit ihren eigenen territorialen Interessen in der Region angeführt, jedoch von Ottawa und London als Argument ignoriert.
Die Vereinigten Staaten kauften Alaska 1867 von Russland, jedoch waren die Grenzbestimmungen am Alaskan Panhandle weiterhin unklar. 1871 trat die Kolonie British Columbia (1866 hervorgegangen aus den Kolonien British Columbia, gegr. 1858 und Vancouver Island, gegr. 1849) dem neuen Dominion Kanada als Provinz bei. Die kanadische Regierung forderte eine Vermessung der Grenze, doch die Vereinigten Staaten lehnten dies als zu kostspielig ab; das Grenzgebiet war sehr abgelegen und dünn besiedelt, ohne wirtschaftliches oder strategisches Interesse. 1898 einigten sich die nationalen Regierungen auf einen Kompromiss, der jedoch von der Regierung British Columbias abgelehnt wurde. Auch schlug US-Präsident McKinley Kanada die dauerhafte Pacht eines Hafens in der Nähe von Haines vor, doch Kanada lehnte diesen Kompromiss ab.
Goldrausch
Von 1897 bis 1898 erhöhte der Klondike-Goldrausch im Yukon (Kanada) die Bevölkerungszahl der Region enorm, die meisten Goldsucher stammten aus den Vereinigten Staaten.
Das Vorhandensein von Gold und der große Bevölkerungszuwachs steigerten die Bedeutung der Region und die Dringlichkeit, eine genaue Grenze festzulegen. Kanada war an einer rein kanadischen Route von den Goldfeldern zu einem Hafen interessiert.
Aufgrund der Lage des Kopfes des Lynn Canal als Haupttor zum Yukon entsandte die North-West Mounted Police (NWMP) ein Detachement um den Ort für Kanada zu sichern. Dies beruhte auf Kanadas Behauptung, dass dieser Ort mehr als zehn Seemeilen vom Meer entfernt war, was Teil der Grenzdefinition von 1825 war. Ein massiver Zustrom von amerikanischen Goldsuchern durch Skagway zwang die kanadische Polizei jedoch schnell zur Rückkehr. Sie errichteten Posten auf den abgelegenen Gipfeln des Chilkoot- und White Passes. Dies war immer noch umstrittenes Gebiet, da viele Amerikaner glaubten, dass der Kopf des Lake Bennett, etwa 12 Meilen (19 km) weiter nördlich, der tatsächliche Ort der Grenze sei. Zur Unterstützung der Polizei in ihrem Souveränitätsanspruch schickte die kanadische Regierung auch die Yukon Field Force, eine 200 Mann starke Armeeeinheit, in das Gebiet. Die Soldaten errichteten ein Lager in Fort Selkirk, um schnell auf Probleme an den Küstenpässen oder dem 141. Meridian westlich (Grenze zwischen Alaska und dem Yukon Territory, definiert im Vertrag von 1825) reagieren zu können.

## Schlichtung/Beilegung
Die von der North-West Mounted Police errichteten Posten an den Pässen waren kurzfristig effektiv, da die provisorische Grenze, wenn auch widerwillig, akzeptiert wurde. Im September 1898 begannen ernsthafte Verhandlungen zur Grenzfestlegung zwischen den Vereinigten Staaten und Kanada, doch diese Gespräche scheiterten.
Der Vertrag von 1825 war auf Französisch verfasst worden, und die britischen Vertreter von 1903 diskutierten die genaue Bedeutung von Wörtern wie „côte/Küste“, „lisière/Streifen“ und „crête/Kamm“. Die Karten von George Vancouver, die als Fixierungslinie durch die Kommission von 1825 verwendet wurden, zeigten eine durchgehende Linie von Bergen parallel zur Küste — jedoch ist das Gebirgsmassiv weder parallel zur Küste noch durchgehend.
Schließlich wurde im Jahr 1903 der Hay–Herbert-Vertrag zwischen den Vereinigten Staaten und dem Vereinigten Königreich abgeschlossen, der die Entscheidung einem Schiedsverfahren durch ein gemischtes Tribunal aus sechs Mitgliedern anvertraute: drei Amerikaner (Elihu Root, Kriegsminister; Henry Cabot Lodge, Senator aus Massachusetts; und George Turner, ehemaliger Senator aus Washington), zwei Kanadier (Sir Louis-Amable Jetté, Vizegouverneur von Québec; und Allen B. Aylesworth, K.C., aus Toronto) sowie ein Brite (Baron Alverstone, K.C. und Politiker). Aylesworth hatte John Douglas Armour, den Obersten Richter von Ontario, ersetzt, der am 11. Juli 1903 in London während der Arbeit an der Grenzkommission verstorben war.
Das Tribunal berücksichtigte sechs Hauptpunkte:
1. Wo die Grenze begann.
2. Was „Portland Channel“ bedeutete und wie die Grenze durch diesen Kanal gezogen werden sollte. Vier Inseln waren umstritten.
3. Die Definition der Linie von „dem südlichsten Punkt der Prince of Wales Island bis zum Portland Channel“, die von der Antwort auf die vorherige Frage abhing.
4. Die Linie vom Portland Channel bis zum 56. Breitengrad Nord.
5. Die Breite der lisière (Rand oder Streifen) und wie man sie messen sollte.
6. Ob bzw. wo genau in der Region Gebirgsketten existierten.

Der britische Vertreter Lord Alverstone stimmte in diesen grundlegenden Fragen mit der Position der Vereinigten Staaten überein. Die vereinbarte Demarkationslinie war ein Kompromiss, der grob zwischen dem maximalen US-amerikanischen und maximalen kanadischen Anspruch lag. Der „BC Panhandle“ (die Tatshenshini-Alsek-Region) ist dabei nicht ganz vom Rest British Columbias abgetrennt, da die Grenze so weit südlich liegt, dass eine Verbindung zu dieser Region entsteht (läge sie weiter nördlich, hätte sie schon die Südgrenze des Yukon Territory getroffen und dieser Teil British Columbias wäre somit vom Rest abgetrennt gewesen).
Das Ergebnis der Schlichtung war eines von mehreren Zugeständnissen, die Großbritannien den Vereinigten Staaten machte (die anderen betrafen Fischereirechte und den Panamakanal). Es war Teil einer allgemeinen Politik, den kühlen Beziehungen zwischen Großbritannien und den USA ein Ende zu setzen, eine Annäherung zu erreichen, die amerikanische Gunst zu gewinnen und ungelöste Streitigkeiten zu klären (Great Rapprochement).

## Folgen
Hugh L. L. Keenlyside und Gerald S. Brown schrieben:
„Wäre die Vereinigten Staaten bereit gewesen, ihren Fall dem Gerichtshof zu Den Haag oder einem unparteiischen juristischen Gremium zu unterbreiten, wie es Kanada gewünscht hatte, wäre das Ergebnis höchstwahrscheinlich im Wesentlichen dasselbe gewesen, nur dass die Kanadier nicht das Gefühl gehabt hätten, ungerecht behandelt worden zu sein. [...] Wären statt der zwei Senatoren Richter des Obersten Gerichtshofs der Vereinigten Staaten für das Tribunal ernannt worden, hätte es keine kanadische Kritik an der Entscheidung gegeben.“
Die kanadischen Richter weigerten sich aufgrund der Meinungsverschiedenheit der kanadischen Delegierten mit der Stimme von Lord Alverstone, die Entscheidung zu unterzeichnen, die am 20. Oktober 1903 veröffentlicht wurde. Die Kanadier protestierten gegen das Ergebnis, nicht so sehr gegen die Entscheidung selbst, sondern weil die Amerikaner Politiker anstelle von Juristen für das Tribunal gewählt hatten und die Briten ihre eigenen Interessen unterstützt hatten, indem sie Kanada verraten hätten. Dies führte zu anti-britischen Emotionen in ganz Kanada sowie zu einem Anstieg des kanadischen Nationalismus.
Obwohl die Misstrauen gegenüber den USA, die durch die Entscheidung hervorgerufen wurden, möglicherweise zur Ablehnung eines Freihandels mit den Vereinigten Staaten in der „Reciprocity Election“ von 1911 beitrugen, stellte der Historiker F. W. Gibson fest, dass die Kanadier ihren Ärger weniger an den USA ausließen und „in weit größerem Maße an Großbritannien, weil es gegen die amerikanische Aggressivität so schwach Widerstand geleistet hatte. Die Umstände rund um die Beilegung des Streits führten zu ernsthafter Unzufriedenheit mit Kanadas Stellung im Britischen Empire.“
Empört, wie die meisten Kanadier, erklärte Premierminister Wilfrid Laurier dem Parlament: „Solange Kanada eine Abhängigkeit der britischen Krone bleibt, sind die derzeitigen Befugnisse, die wir haben, nicht ausreichend, um unsere Rechte zu wahren.“
Der kanadische Ärger ließ allmählich nach, aber das Gefühl, dass Kanada seine eigene Außenpolitik kontrollieren sollte, könnte zum Statut von Westminster beigetragen haben.

## Weitere Lektüre
- Alexander Begg, Report relative to the Alaska Boundary Question, submitted to the Hon. J.H. Turner, Minister of Finance etc. etc. (sic), 15 August 1896., Victoria, British Columbia: R. Wolfenden, 1896.
- Alexander Begg, Review of the Alaskan boundary question, Victoria, British Columbia, publ. Unknown, 1900.
- Alexander Begg, Statement of facts regarding the Alaska boundary question, Victoria, British Columbia, publ. R. Wolfenden, 1902, report to David McEwen Eberts, Attorney-General of British Columbia.
- Survey of boundary line between Alaska and British Columbia : letter from the Acting Secretary of the Treasury, transmitting a communication from the Secretary of State, submitting an estimate of appropriation for survey of the boundary line between Alaska and British Columbia, R.Wike, US Dept. of State, publ. s.l.: s.n., 1895.
- British Columbia from the earliest times to the present, Vol 2, Chapter XXXI - Alaska Boundary Dispute, E.O.S. Scholefield & Frederic William Howay, S.J. Clarke Pub. Co., Vancouver, British Columbia, 1914
- Alaska boundary dispute in the Dictionary of Canadian Biography